# Мартинайтис, Марийонас
Марийонас Мартинайтис (1922—2009) — советский хозяйственный, государственный и политический деятель, учёный, доктор технических наук.

## Биография
Родился в 1922 году в Каунасе. Член КПСС с 1966 по 1986 год.
Участник Великой Отечественной войны, секретарь Каунасского городского и уездного подпольного комитета ЛКСМ Литвы. С 1944 года — на хозяйственной, общественной и политической работе. В 1950 году окончил Каунасский университет (в 1950—1990 годах Каунасский политехнический институт, с 1990 года — Каунасский технологический университет. До 1992 года преподавал в нём.
Кандидат технических наук, старший преподаватель химико-технологического факультета КПИ, заведующий кафедрой технологии силикатов (1956—1962), доцент, заместитель директора по вопросам образования, проректор по воспитательной работе, в 1964—1983 годах — ректор Каунасского политехнического института (старался помогать преследуемым советской властью).
Профессор (1966), профессор-консультант (1983—1993), почётный профессор Каунасского политехнического института.
В 1959—1961 годах — главный редактор журнала „Mokslas ir technika“ («Мокслас ир техника»).
В 1944—2009 годах — заведующий студенческим отделом, секретарь ЦК ЛКСМ Литвы. В 1966—1986 годах был членом ЦК Коммунистической партии Литвы.
Избирался депутатом Верховного Совета СССР 8-го и 9-го созывов (1970—1979), Верховного Совета Литовской ССР 7-го и 10-го созывов (1967—1971 и 1980—1985).
Умер в Каунасе в 2009 году.